# Filhos da Imaculada Conceição
Os Filhos da Imaculada Conceição (em latim Filii Immaculatae Conceptionis) são um instituto religioso masculino de direito pontifício: os membros desta congregação leiga, comumente chamados concepcionistas, pospõem o seu nome com a sigla C.F.I.C..

## História

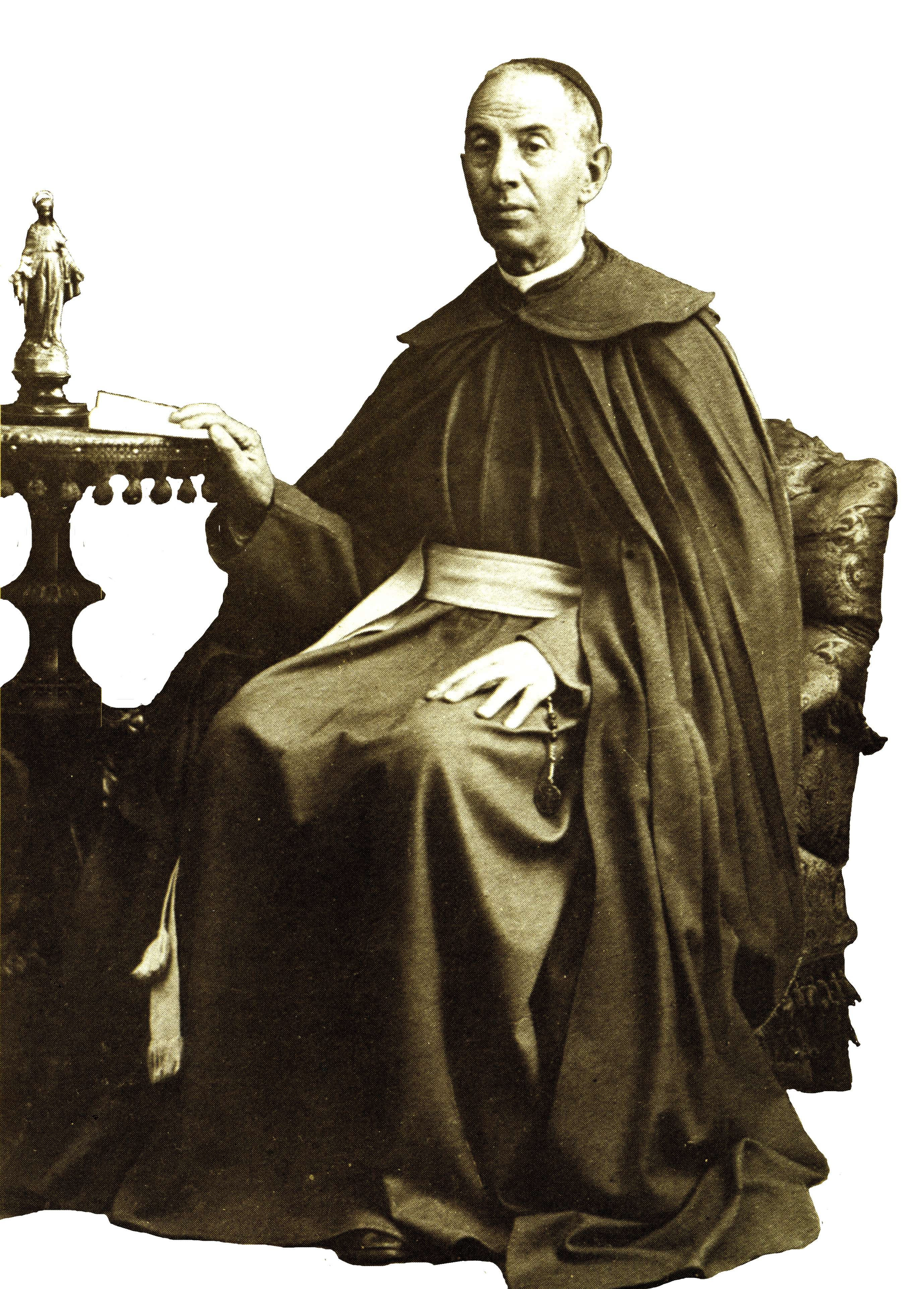
Luigi Maria Monti, fundador da congregação

A congregação foi fundada em 8 de setembro de 1857 no hospital Santo Spirito, em Roma, por Luigi Maria Monti (1825-1900).
Os religiosos operaram como enfermeiros dentro do hospital Santo Spirito até 30 de setembro de 1889, quando foram expulsos por causa do clima político hostil: entretanto tinham estendido o seu campo de apostolado à educação de jovens abandonados abrindo orfanatos em Saronno (1886) e em Cantù (1889).
Em 4 de outubro de 1862, o Papa Pio IX concedeu ao instituto o decreto de louvor e em 10 de maio de 1865 eles receberam a aprovação pontifícia.
Sob o generalato de Girolamo Pezzini, o primeiro sucessor de Monti, Papa Pio X concedeu ao Instituto a faculdade de acesso ao sacerdócio (1904) e depois a aprovação definitiva do seu instituto (1906).
Entre as principais obras promovidas pelos Concepcionistas, destaca-se o Sanatorio dell'Immacolata de Roma, hoje IDI, fundado em 1912 pelo Padre Ludovico Sala. Ao religioso se deve também a formulação do primeiro preparado galênico para a cura da micose.

## Atividades e difusão
Os Concepcionistas se dedicam à assistência dos enfermos e educação dos órfãos.
Estão presentes na Europa (Albânia, Croácia, França, Itália, Polónia), nas Américas (Argentina, Bolívia, Brasil, Canadá, México, Peru, Estados Unidos da América), na África (Camarões, República Democrática do Congo, Nigéria, Costa do Marfim, Guiné Equatorial) e na Ásia (Coreia do Sul, Filipinas, Índia); a sede geral fica em Roma.
O superior geral da congregação é o padre Michele Perniola.
Em 31 de dezembro de 2008, a congregação contava com 65 casas e 387 religiosos, dos quais 146 eram sacerdotes.

## Conexões externas
- «O site da Província Italiana dos Filhos da Imaculada Conceição»